# Armida Barelli
Armida Barelli, OFS (1. prosince 1882, Milán – 15. srpna 1952, Marzio) byla italská pedagožka, členka Sekulárního františkánského řádu a Katolické akce, spoluzakladatelka Katolické univerzity Nejsvětějšího Srdce, Sekulárního institutu misionářů Kristova království a katolického spolku Práce království Našeho Pána Ježíše Krista. Katolická církev ji uctívá jako blahoslavenou.

## Život

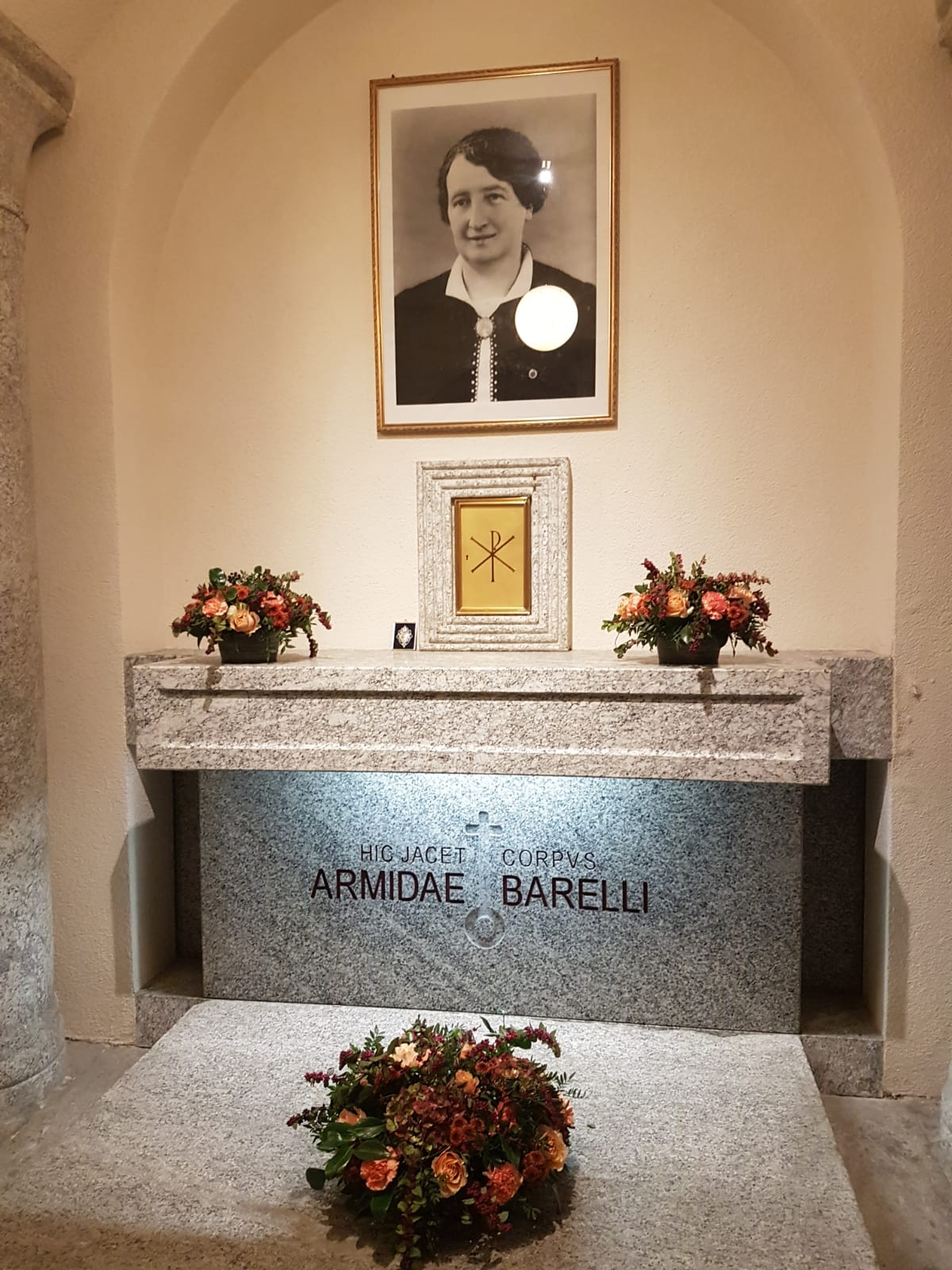
Hrobka bl. Armidy Barelli v Miláně

Narodila se dne 1. prosince 1882 v Miláně rodičům Napoleonu Barellimu a Savině Candiani. Nejprve studovala v Miláně u sester uršulinek a poté odcestovala do Menzingenu ve Švýcarsku, kde v letech 1895 až 1900 studovala na internátní škole vedené františkánkami. Během svého kontaktu s františkánkami pocítila povolání do tohoto společenství vstoupit.
Roku 1910 se setkala P. Agostinem Gemellim. Ten jí pomáhal se seznamováním se Sekulárním františkánským řádem, do kterého tentýž rok vstoupila. Během první světové války působila jako překladatelka do němčiny. Dne 17. února 1918 se na soukromé audienci setkala s milánským arcibiskupem a kardinálem bl. Andrea Carlo Ferrarim, který si ji velmi vážil.
Papež Benedikt XV. ji dne 28. září 1918 přijal na soukromé audienci, kde ji jmenoval předsedkyní Národní dívčí mládeže katolické akce. Tuto funkci zastávala až do roku 1946. Roku 1919 založila spolu s P. Agostinem Gemellim Assisi Sekulární institut misionářů Kristova království. Dne 7. prosince 1921 spoluzaložila Katolickou universitu Nejsvětějšího Srdce.
Papež ct. Pius XII. ji roku 1946 jmenoval zástupkyní prezidenta Katolické akce, kdy tuto funkci zastávala do roku 1949.
Roku 1949 začala trpět nevyléčitelnou progresivní bulbární obrnou a roku 1952 jí ochrnula pravá ruka. Zemřela dne 15. srpna 1952. Její pohřeb se uskutečnil dne 17. srpna 1952 v Marzio a její ostatky byly dne 8. března 1953 převezeny do Milána.

## Úcta
Její beatifikační proces byl zahájen dne 17. července 1970, čímž obdržela titul služebnice Boží. Dne 1. června 2007 byla papežem Benediktem XVI. podepsáním dekretu o jejích hrdinských ctnostech prohlášena za ctihodnou.
Dne 20. února 2021 byl uznán zázrak na její přímluvu, potřebný pro její blahořečení. Blahořečena pak byla spolu s knězem Mariem Cicerim v milánské katedrále dne 30. dubna 2022. Obřadu předsedal jménem papeže Františka kardinál Marcello Semeraro.
Její památka je připomínána 19. listopadu.